# Synagoge (Hochberg)

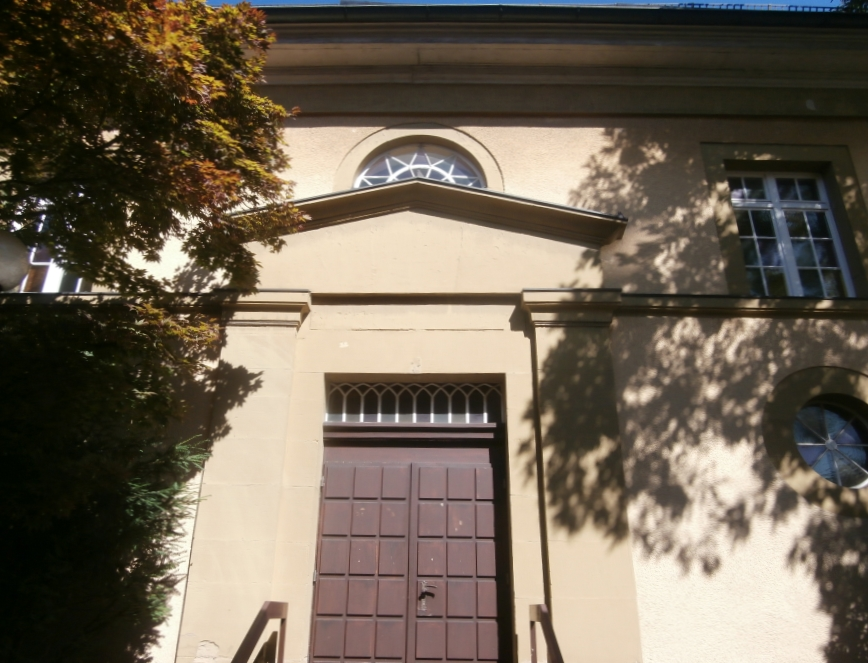
Eingang zur Hochberger Synagoge (2022)

Die ehemalige Synagoge in Hochberg ist ein klassizistisches Gebäude im Stadtteil Hochberg der Stadt Remseck am Neckar im Landkreis Ludwigsburg in Baden-Württemberg. Das Gebäude wurde 1828 als Synagoge erbaut und bis 1907 von der israelitischen Gemeinde Hochbergs als solche genutzt. Ab 1916 wurde das Gebäude als evangelisch-methodistische Kirche genutzt. Seit 2021 ist es im Besitz des Vereins „Beth Shalom – Haus des Friedens“.

## Geschichte
Seit 1772 gab es in Hochberg eine jüdische Gemeinde. Mit Zustimmung der zur Familie von Gemmingen gehörenden Hochberger Ortsherrschaft kauften Mitglieder dieser jüdischen Gemeinde 1779 ein Grundstück. 1781 wurde hier mit dem Bau einer ersten Synagoge („Alte Synagoge“) begonnen. Da die Gemeinde stark gewachsen war, entschied man sich 1827 zum Neubau. An der Hochberger Hauptstraße wurde schräg gegenüber der alten eine neue Synagoge im klassizistischen Stil errichtet und 1828 fertig gestellt. Das sich mittlerweile in Privatbesitz befindliche Gebäude der alten Synagoge ist ebenfalls bis heute erhalten.
Die neue Synagoge wurde bis 1907 als solche genutzt. Nach der Auflösung der jüdischen Gemeinde in Hochberg 1914 wurde das Gebäude verkauft und kam 1916 an die methodistische Kirche, die es lange Zeit als Kirche verwendete. Dazu wurde in die ehemalige Torah-Nische der Synagoge nach 1914 ein Kruzifixgemälde eingefügt. Trotz der christlichen Nutzung wäre das Gebäude 1938 während der Reichspogromnacht als ehemalige Synagoge beinahe von SA-Leuten niedergebrannt worden, was Hochberger Bürger aber verhinderten.
2021 übernahm der Verein Beth Shalom – Haus des Friedens: Verein für Erinnerungs- und Friedensarbeit in Remseck e.V. das Gebäude von der methodistischen Kirche.

## Architektur
Die Synagoge wurde im klassizistischen Stil von Gottlieb Abel (1782–1852), dem Vater des späteren Ludwigsburger Oberbürgermeisters Heinrich von Abel (OB 1864–1897) entworfen und erbaut, welcher ebenfalls der Architekt der ersten klassizistischen Gebäude in Ludwigsburg war.

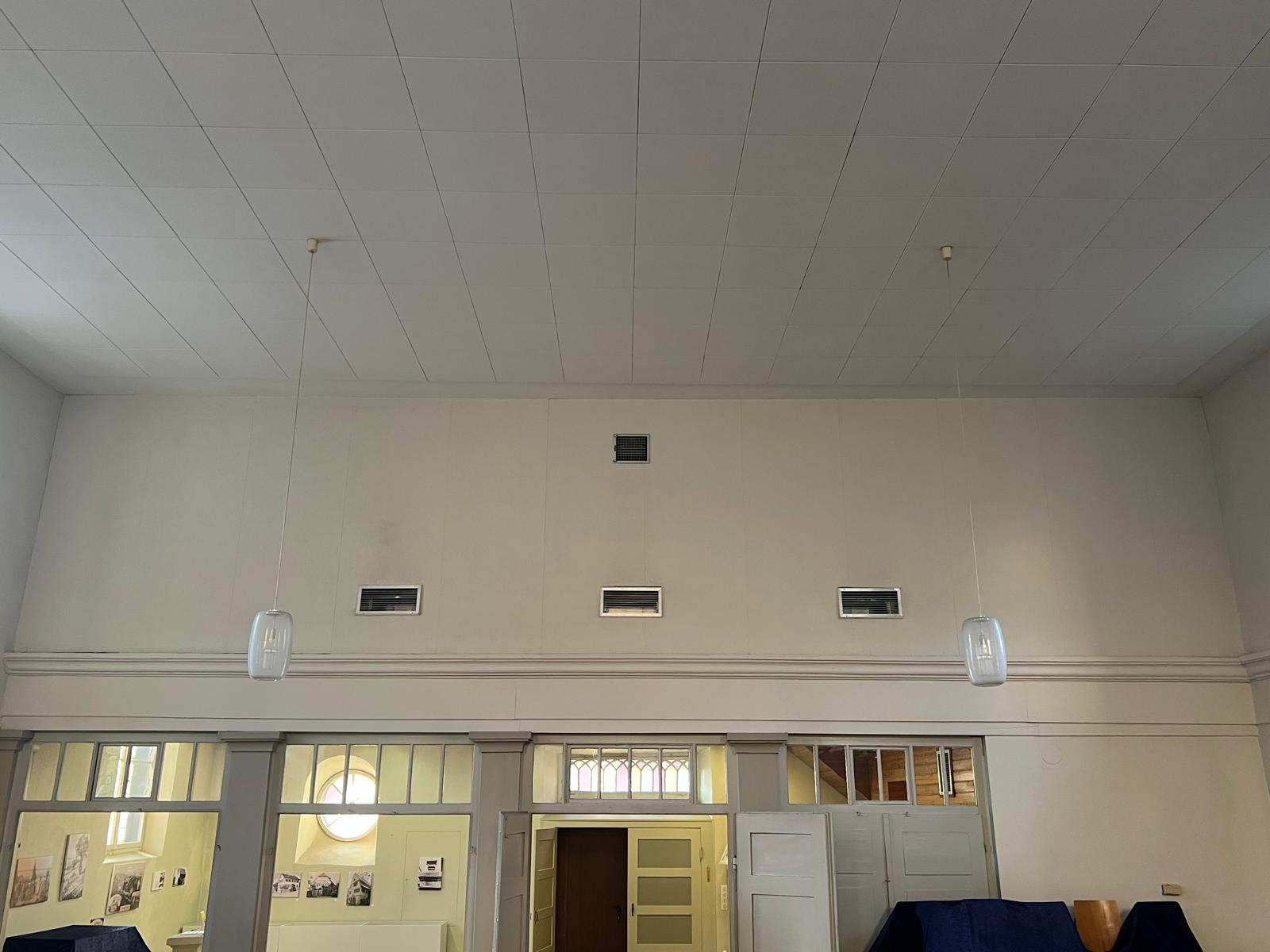
Westseite der Synagoge Hochberg (innen)

Die Synagoge weist einige für Synagogen häufige Eigenheiten auf, unter anderem die im vergangenen auf beiden Seiten vorhandenen hohen (ab über zwei Meter Höhe über dem Boden beginnenden) Fenster, welche den in früheren Zeiten oft erlebten Angriffen und Pogromen geschuldet ist. Ein anderes heute noch sichtbares Detail ist das Jerusalemfenster, welches in diesem Fall ein Halbrund über dem Thoraschrein ist. Dieses Fenster ist seit den 1980er Jahren durch eine Schutzverglasung geschützt, welche auf Antrag der methodistischen Gemeinde zum Schutz des historischen Buntglas beantragt wurde.

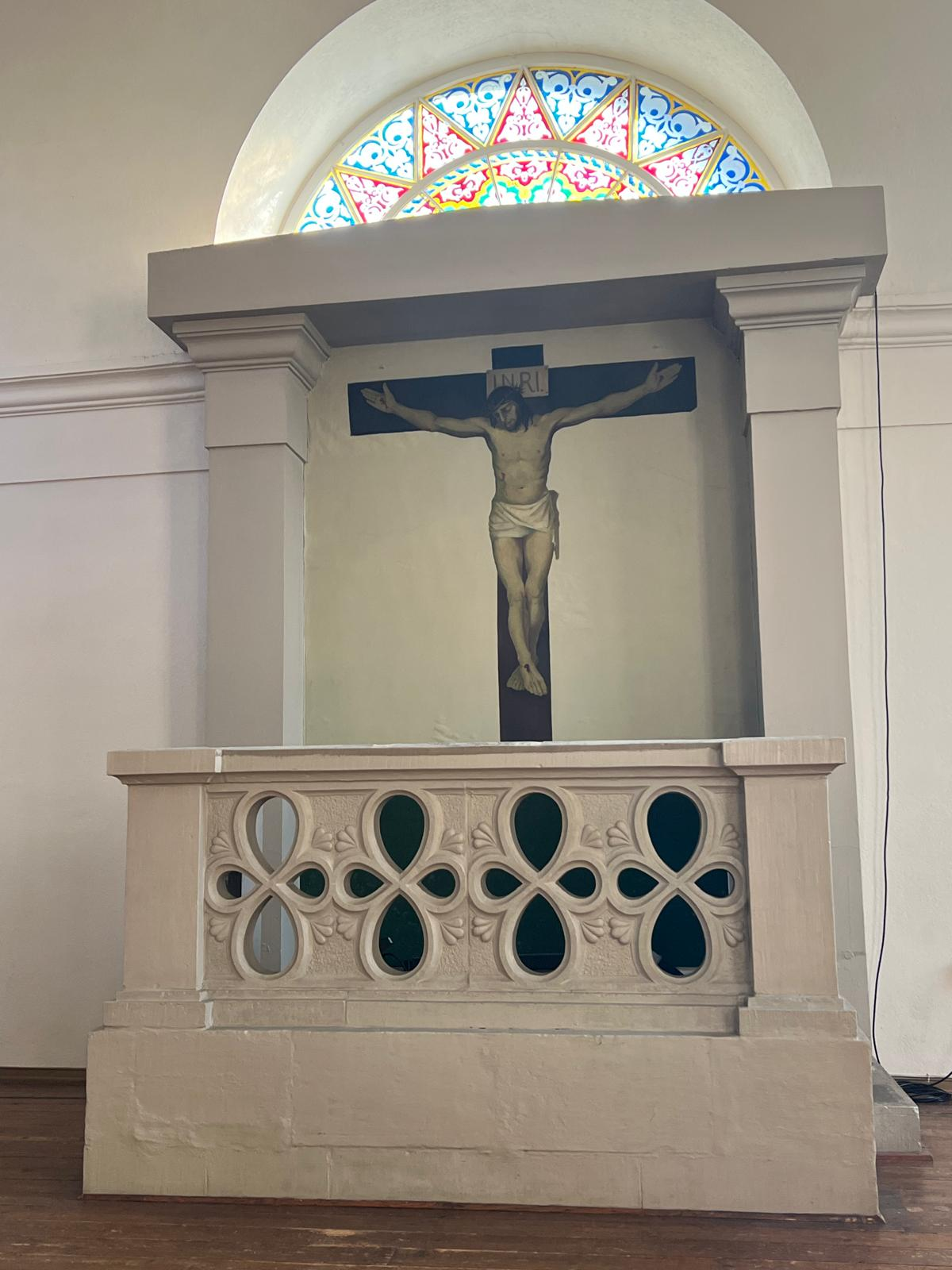
Ostseite der Hochberger Synagoge (innen)

Heute noch vorhanden sind die Säulen die zur Zeit der Nutzung als Synagoge den Thoraschrein einrahmten und in Folge des Verkaufs an die methodistische Landeskirche die Umrahmung des Kreuzgemäldes hinter dem Altar bildeten. Ebenfalls heute noch vorhanden ist die in zwei Teile geteilte Bima (hebr. Bühne), welche früher das Zentrum der Synagoge war. Von den Methodisten wurde sie dem alten Zweck nachempfunden als Hauptaltar (im Gebetsraum) und Nebenaltar im Vorraum genutzt und dafür umgesetzt, geteilt und baulich leicht verändert.
Heute nicht mehr zu erkennen ist die ehemalige Frauenempore, welche zur Nutzung als Seminar- und Gruppenraum vom Gebetsraum geteilt und mit einer Zwischenwand getrennt wurde. Ebenfalls vom Gebetsraum getrennt, und durch Deckenplatten abgehängt, ist die ursprüngliche Deckenstruktur des Gebäudes, welche in Zukunft wieder freigelegt werden soll. Freigelegt werden soll auch die hebräischen Beschriftungen über der Eingangstür, welche von der methodistischen Gemeinde mit Putz verdeckt wurden.
Die einzige größere bauliche Änderung war die Erweiterung der östlichen drei Fenster zur Hauptstraße. Die Erweiterung der Fenster sollte dem Innenraum einen kirchenartigeren Eindruck verleihen. Bei diesem Umbau wurde auch die Südwand um eine Ziegelbreite verstärkt, um die Wand trotz der erweiterten Fenster stabil zu halten. Bei diesem Umbau wurde das umlaufende Gesims im Innerraum an der Südwand entfernt bzw. umbaut.

## Inneneinrichtung/Kunst

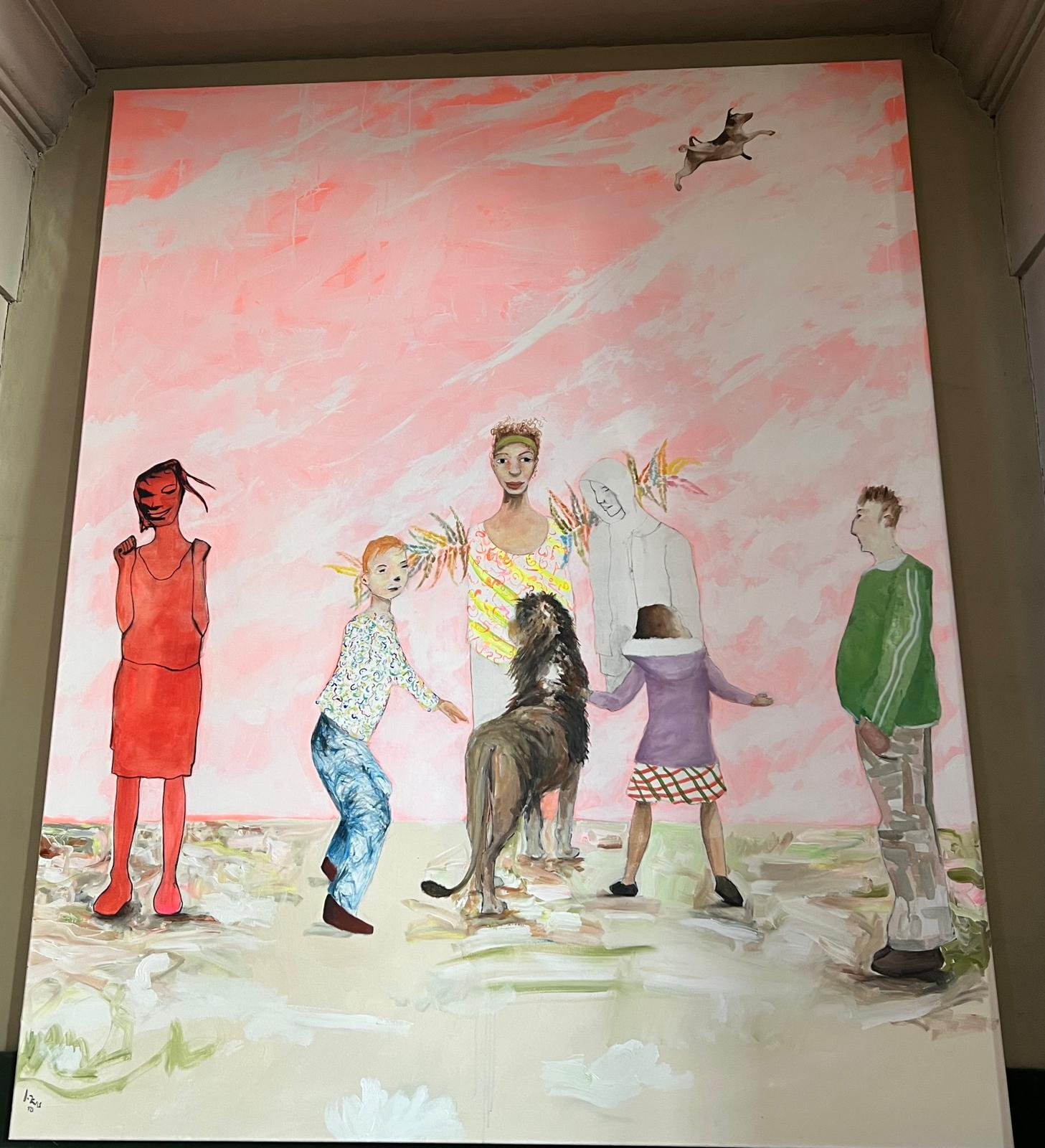
Neues Bild an der Ostwand der Synagoge Hochberg

Heute befinden sich Gebetsraum verschiedene ausgestellte Werke wie das genannte Kreuzgemälde am Thoraschrein. Das dreiteilige Werk "Unser täglich Brot" befindet sich aktuell an der Nordwand des Gebetsraums und spielt mit den verwendeten Objekten bspw. ein Stück KZ-Kleidung, Mehlsäcke und Emaillegeschir auf einiges an. Das Werk ist über den methodistischen Pfarrer in die Synagoge gelangt. Das 2021 unter dem Titel „Thora-Nische 3.0“ von einem Marbacher Künstler Frank Lukas geschaffene und von der Kulturregion Stuttgart geförderte Bild "Zusammenspiel" soll die dritte Nutzung des Gebäudes nach Synagoge und Kirche als Kulturzentrum zeigen und für Gesprächsstoff sorgen.
Im durch Einsatztüren abgetrennten Vorraum befinden sich neben der Bima-Hälfte ebenfalls die Genisa-Ausstellung Hochberg, die drei Vitrinen umfasst und seit 2024 ausgestellt wird. Zusätzlich noch einige Postkartenmotive mit vergrößerten Ausschnitten, die das ehemalige jüdische Leben thematisieren und einige Portraits zu aus Hochberg stammenden Juden zeigen, die während der Shoah deportiert wurden.

## Genisa

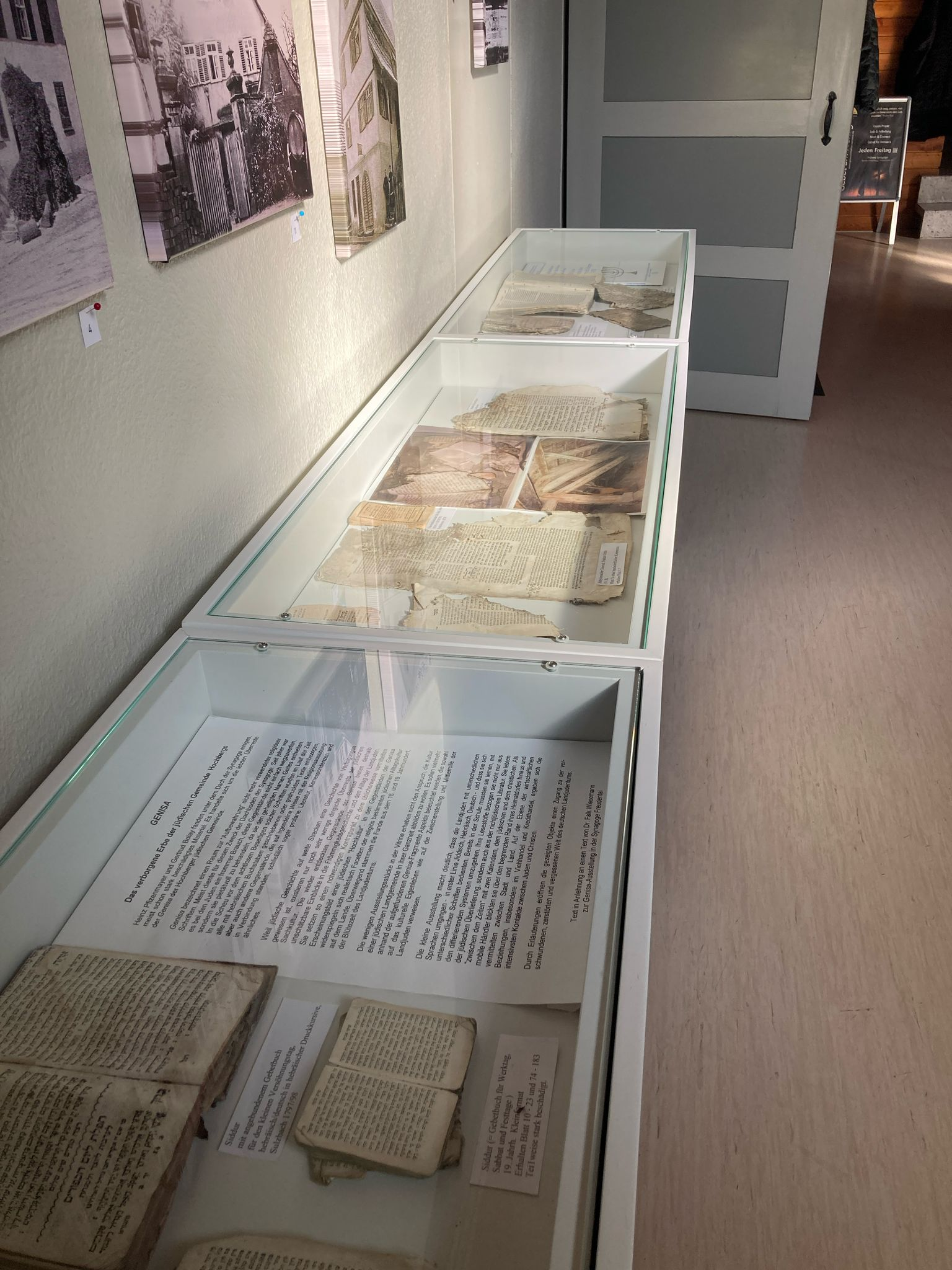
Genisa-Ausstellung in der Synagoge in Hochberg

Die ehemalige Synagoge in Hochberg enthält eine ausgestellte Genisa, die Einblicke in hebräische Schriften und Gegenstände bietet. Heinz Pfizenmayer und Getrud Bolay fanden 1993 unter den Bodenplatten des Dachbodens der ehemaligen Synagoge in Hochberg Material der Genisa der ehemaligen jüdischen Gemeinde. Die Befunde stammen mehrheitlich aus dem 18. und 19. Jahrhundert, der Hochphase des Landjudentums. Die Gegenstände der Genisa waren im 19. Jahrhundert etwa 50 Jahre in Gebrauch. Die Gegenstände ermöglichen eine Einsicht in das religiöse Dasein des hochbergischen Landjudentums.

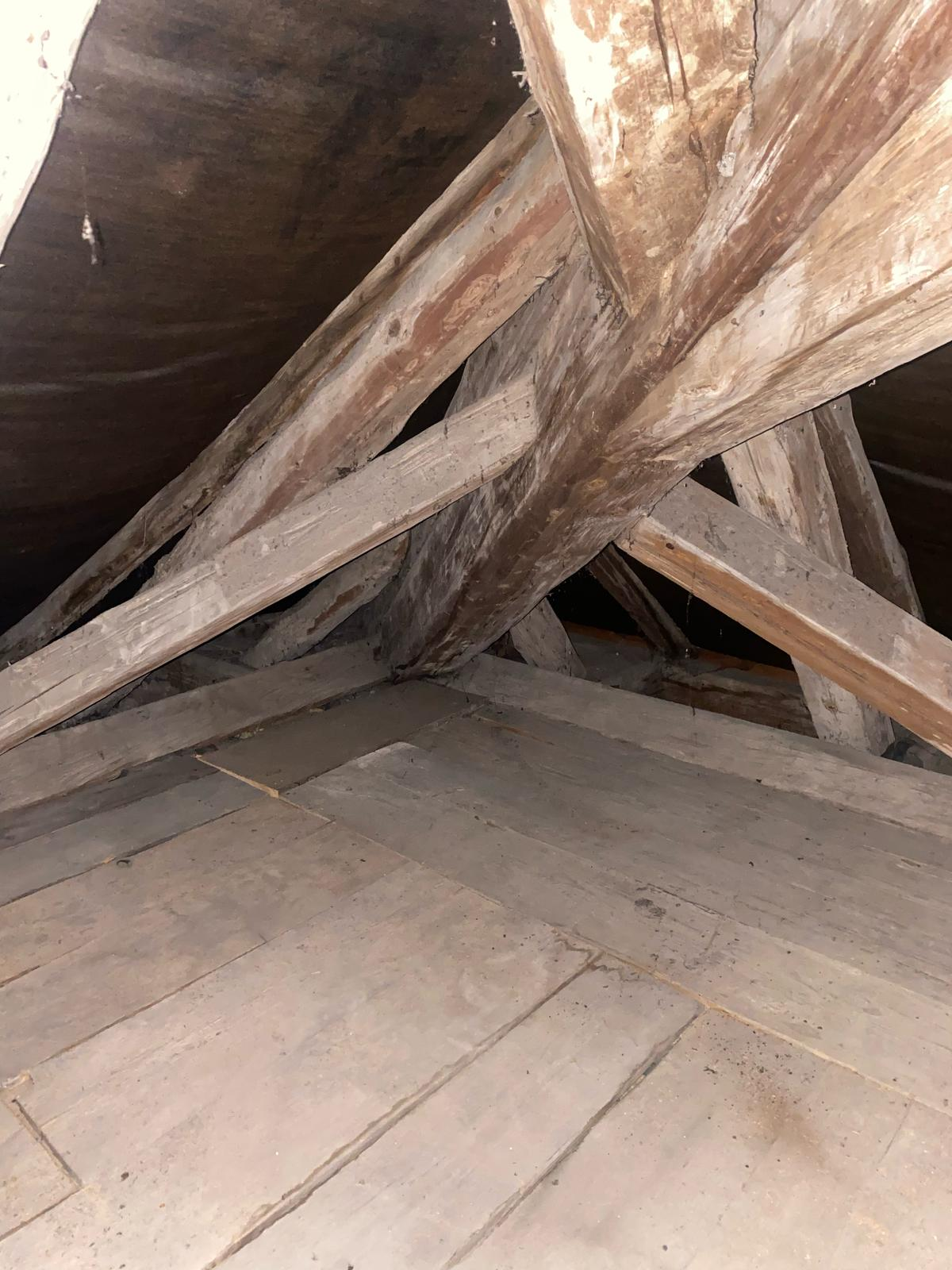
Fundort der Genisa in der Synagoge in Hochberg

Insgesamt wurden 20 Fundstücke geborgen, die jedoch größtenteils stark beschädigt waren. Zu diesen gehören kleine und große Gebetbücher, darunter zwei Machsorim, die an den Feiertagen beim Gottesdienst verwendet wurden, sowie mehrere Siddurim, die im Alltag zum Einsatz kamen. Zu den Fundstücken gehören auch Taschenkalender und ein Buchdeckel von Salmon Kusiel. Außerdem wurden drei Pessach-Haggadot gefunden, die beim Seder-Abend die Geschichte des Auszugs aus Ägypten erzählen.
Besonders bemerkenswert sind die Teile der ersten deutschen Thora-Übersetzung in aschkenasischer Druckkursive von Moses Mendelssohn aus dem Jahr 1783 sowie eine Abhandlung von Maimonides über die 613 Ge- und Verbote. Diese rationalistische Interpretation der 613 Ge- und Verbote war im Mittelalter stark umstritten. Zwei Talmud-Traktate zum Thema Ehebruch und Scheidung mit handschriftlichen Kommentaren werfen die Frage auf, warum sie in der Genisa landeten.
Am 8. September 2024, dem Tag des offenen Denkmals 2024, wurden die Genisa-Funde der Synagoge in Hochberg erstmals in drei Vitrinen im vorderen Bereich des Gebäudes ausgestellt.